# Berlin (Nowy Jork)
Berlin - town w Hrabstwie Rensselaer, stan Nowy Jork, Stany Zjednoczone. Posiada 1880 mieszkańców (według spisu ludności w 2010 roku).  

## Historia
Pierwsi osadnicy przybyli w roku 1765.

## Geografia
Miejscowość zajmuje powierzchnię 155,2 km² z czego 0,7 km² powierzchni (0,45%) jest obszarem wodnym.
Najwyższe wzniesienie to Berlin Mountain, 859 m n.p.m. w pobliżu granicy z Massachusetts w pasmie Gór Taconic.  Pasmo Gór Taconic tworzy naturalną barierę we wschodniej części miejscowości, uniemożliwiając drogowe połączenie ze stanem Massachusetts. 